# Кубок обладателей кубков ЕКВ среди женщин 1987/1988
16-й розыгрыш Кубка обладателей кубков ЕКВ среди женщин проходил с 8 ноября 1987 по 14 февраля 1988 года с участием 21 клубной команды стран-членов Европейской конфедерации волейбола. Победителем стала советская команда ЦСКА (Москва).

## Команды-участницы
| Страна       | Команда                                             |
| ------------ | --------------------------------------------------- |
| Австрия      | «Гунтрамсдорф» (Гунтрамсдорф)                       |
| Бельгия      | «Антониус» (Херенталс)                              |
| Болгария     | «Левски-Спартак» (София)                            |
| Венгрия      | «Тунгшрам» (Будапешт)                               |
| ГДР          | «Трактор» (Шверин)                                  |
| Греция       | «Панатинаикос» (Афины)                              |
| Израиль      | «Хапоэль» (Эйн-ха-Хореш)                            |
| Испания      | «Гранингас Санта-Колома» (Санта-Колома-де-Граменет) |
| Италия       | «ЧИВ э ЧИВ» (Модена)                                |
| Кипр         | «Олимпиакос» (Никосия)                              |
| Нидерланды   | «Ауд-Бейерланд» (Ауд-Бейерланд)                     |
| Норвегия     | «Бергкамератене» (Конгсберг)                        |
| Португалия   | «Лейшойнш» (Матозиньюш)                             |
| СССР         | «Коммунальник» (Минск)                              |
| СССР         | ЦСКА (Москва)                                       |
| Турция       | «Милангаз» (Стамбул)                                |
| Финляндия    | «Хаукипутаан Хейтто» (Хаукипудас)                   |
| Франция      | «Кламар» (Кламар)                                   |
| ФРГ          | «Фойербах» (Штутгарт)                               |
| Чехословакия | «Славия» (Братислава)                               |
| Швейцария    | «Лозанна» (Лозанна)                                 |
| Югославия    | «Црвена Звезда» (Белград)                           |

## Система проведения розыгрыша
В турнире принимают участие команды 20 стран-членов ЕКВ (20 представителей национальных чемпионатов или Кубков своих стран и советский «Коммунальник» в качестве победителя предыдущего розыгрыша). Во всех стадиях турнира применяется система плей-офф, то есть команды делятся на пары и проводят между собой по два матча с разъездами. Победителем пары выходит команда, одержавшая две победы. В случае равенства побед победителем становится команда, имеющая лучшее соотношение партий по сумме обоих матчей. В случае равенства и этого показателя в дальнейшую стадию плей-офф выходит команда, имеющая лучшее соотношение игровых очков по сумме матчей.
В 1-м раунде плей-офф были заявлены 12 команд. 6 победителей пар 1-го раунда выходят в 1/8 финала, где к ним присоединяются 10 команд, освобождённых от участия в стартовом раунде. 
8 команд-участниц четвертьфинала плей-офф определяют четырёх участников финального этапа.
Финальный этап состоит из предварительного раунда, полуфинала и двух финалов (за 3-е и 1-е места). Пары предварительного раунда определяются жеребьёвкой. Победители пар в полуфинальных матчах против проигравших определяют участников финала.

## 1-й раунд
ноябрь 1987
 «Гунтрамсдорф» —  «Кламар»
8 ноября. 3:0.
14 ноября. 3:2.
 «Ауд-Бейерланд» —  «Панатинаикос» (Афины)
8 ноября. 3:1 (15:12, 15:5, 10:15, 15:2).
15 ноября. 3:1.
 «Гранингас Санта-Колома» (Санта-Колома-де-Граменет) —  «Трактор» (Шверин)
.. ноября. -:3
.. ноября. -:3
 «Хапоэль» (Эйн-ха-Хореш) —  «Антониус» (Херенталс)
8 ноября. 0:3.
15 ноября. 0:3.
 «Левски-Спартак» (София) —  «Олимпиакос» (Никосия)
8 ноября. 3:0.
14 ноября. 3:0.
 «Хаукипутаан Хейтто» (Хаукипудас) —  «Бергкамератене» (Конгсберг)
Отказ «Бергкамератене».
От участия в первом раунде освобождены:
| «Тунгшрам» (Будапешт) «ЧИВ э ЧИВ» (Модена) «Лейшойнш» (Матозиньюш) «Коммунальник» (Минск) ЦСКА (Москва) | «Милангаз» (Стамбул) «Фойербах» (Штутгарт) «Славия» (Братислава) «Лозанна» «Црвена Звезда» (Белград) |

## 1/8 финала
декабрь 1987
 ЦСКА (Москва) —  «Гунтрамсдорф»
5 декабря. 3:0.
13 декабря. 3:0 (15:4, 15:10, 15:2).
 «Милангаз» (Стамбул) —  «Тунгшрам» (Будапешт)
5 декабря. 0:3.
12 декабря. 0:3.
 «Лозанна» —  «ЧИВ э ЧИВ» (Модена)
6 декабря. 0:3 (5:15, 10:15, 7:15).
13 декабря. 0:3 (2:15, 1:15, 7:15).
 «Ауд-Бейерланд» —  «Црвена Звезда» (Белград)
6 декабря. 3:1 (12:15, 15:9, 15:7, 15:11).
13 декабря. 3:1.
 «Хаукипутаан Хейтто» (Хаукипудас) —  «Трактор» (Шверин)
5 декабря. 0:3 (10:15, 3:15, 10:15).
12 декабря. 0:3 (1:15, 3:15, 1:15).
 «Лейшойнш» (Матозиньюш) —  «Фойербах» (Штутгарт)
5 декабря. 2:3.
12 декабря. 0:3.
 «Антониус» (Херенталс) —  «Коммунальник» (Минск)
6 декабря. 0:3.
.. декабря. -:3
 «Славия» (Братислава) —  «Левски-Спартак» (София)
5 декабря. 3:0 (15:9, 15:11, 15:8).
12 декабря. 1:3 (15:9, 9:15, 11:15, 9:15).

## Четвертьфинал
январь 1988
 ЦСКА (Москва) —  «Тунгшрам» (Будапешт)
13 января. 3:0.
20 января. 3:1.
 «Ауд-Бейерланд» —  «ЧИВ э ЧИВ» (Модена)
13 января. 0:3 (11:15, 6:15, 4:15).
20 января. 0:3.
 «Трактор» (Шверин) —  «Фойербах» (Штутгарт)
13 января. 3:2.
21 января. 2:3 (11:15, 9:15, 15:10, 15:4, 7:15).
 «Коммунальник» (Минск) —  «Славия» (Братислава)
13 января. 3:0 (15:6, 15:4, 15:11).
20 января. 3:0 (15:10, 15:12, 15:9).

## Финал четырёх
12—14 февраля 1988.  Гёттинген.
Участники:
 «Трактор» (Шверин)

 «ЧИВ э ЧИВ» (Модена)

 «Коммунальник» (Минск)

 ЦСКА (Москва)

### Предварительный раунд
12 февраля
 «Коммунальник» —  ЦСКА
3:2.
 «Трактор» —  «ЧИВ э ЧИВ»
3:0.

### Полуфинал
13 февраля
 ЦСКА —  «Трактор»
3:2.
 «ЧИВ э ЧИВ» —  «Коммунальник»
3:1.

### Матч за 3-е место
14 февраля
 «Трактор» —  «Коммунальник»
3:0.

### Финал
14 февраля
 ЦСКА —  «ЧИВ э ЧИВ»
3:2.

### Итоги

#### Положение команд
| ЦСКА (Москва)             |
| «ЧИВ э ЧИВ» (Модена)      |
| «Трактор» (Шверин)        |
| 4. «Коммунальник» (Минск) |

#### Призёры
ЦСКА (Москва): Дина Качалова, Марина Кирьякова, Марина Кумыш, Юлия Салцевич, Светлана Сафронова, Татьяна Сидоренко, Ирина Черкасова, Татьяна Романовская, Е.Бажина, Н.Балакина, Н.Латина, С.Овчинникова. Главный тренер — Виктор Борщ.
  «ЧИВ э ЧИВ» (Модена): Жаклин Силва, Барбара Фонтанези, Мирна Марабисси, Пола Вайсхофф, Цветана Божурина, ... Главный тренер — Одоне Федерцони.
  «Трактор» (Шверин): Дёрте Штюдеман, Мартина Шварц, Уте Ольденбург-Штеппин, Уте Биттерлих, Кристина Шульц, Дёрте Крюгер, Анке Линдеман, … Главный тренер — Герхард Фиделак.